# Giovanni Girolamo Savoldo

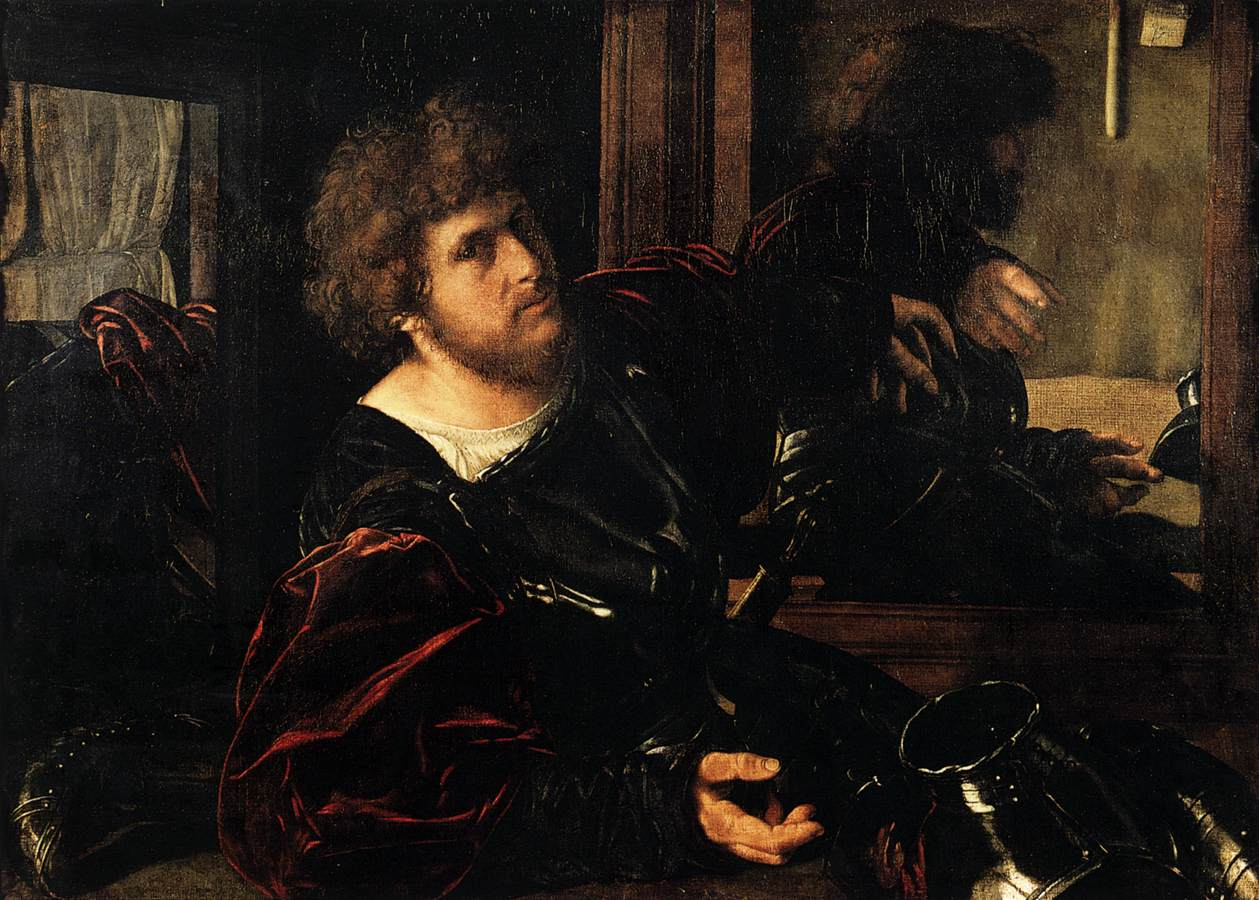
Giovanni Girolamo Savoldo: Bildnis eines Mannes in Rüstung (angeblich: Gaston de Foix oder Selbstporträt ?), um 1529, Louvre, Paris

Giovanni Girolamo Savoldo (auch Girolamo da Brescia; Vorname auch Gerolamo; * um 1480 in Brescia; † nach 1548 in Venedig) war ein italienischer Maler.

## Leben
Savoldos Geburtsdatum ist nicht bekannt. Aus einem Dokument von 1508 geht hervor, dass sein Vater Jacopo hieß und sein Großvater Piero de Savoldis de Brescia. Seine Herkunft aus Brescia wird auch dadurch bestätigt, dass er sich auf einigen signierten Werken als „Brixiensis“ oder „de Brisia“ bezeichnete.
Auch seine Ausbildung liegt im Dunkeln, aber Einiges deutet darauf hin, dass er sich in jungen Jahren auf Reisen weiterbildete. So lebte er im Oktober 1506 nachweislich in Parma als Gast des Malers Alessandro Araldi; Savoldo wurde dabei bereits als „magistro“ (Meister) bezeichnet. Am 2. Dezember 1508 schrieb er sich in Florenz merkwürdigerweise bei der Vereinigung der Ärzte und Apotheker ein. Wie lange er in der Toskana weilte, ist nicht bekannt, aber am 2. Februar 1515 war er am herzoglichen Hof des Alfonso I. d’Este in Ferrara, wo er für einige Bilder bezahlt wurde. Aus seiner Frühzeit gibt es keine eindeutig datierten oder datierbaren Werke.

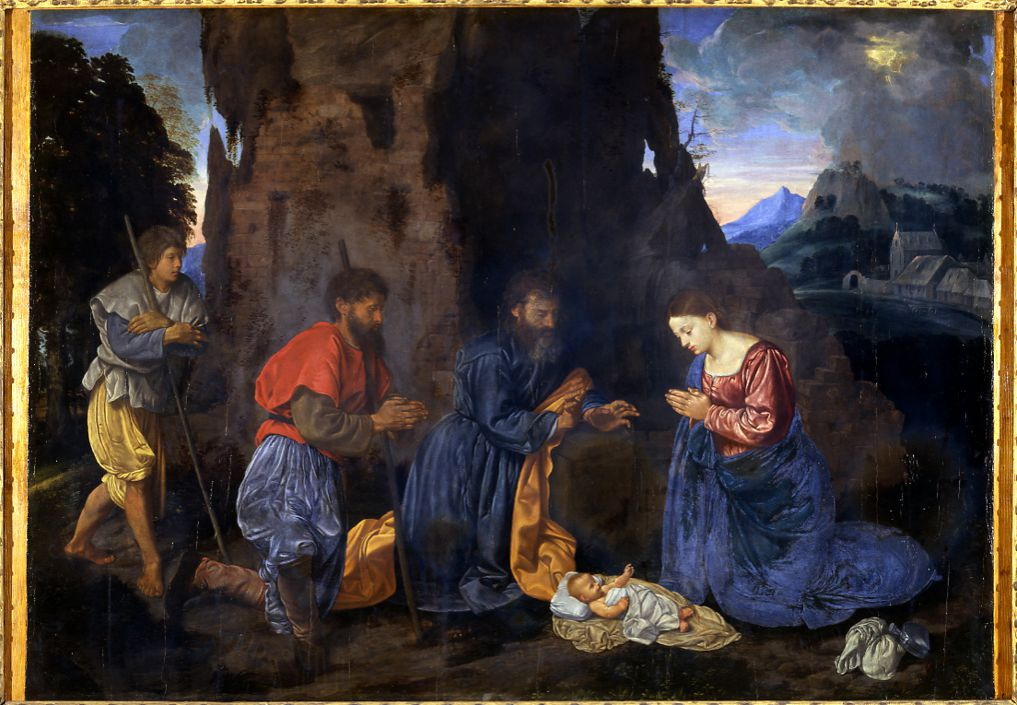
Anbetung der Hirten, Galleria Sabauda, Turin

Spätestens ab 1521 war er in Venedig, wo er fast sein ganzes weiteres Leben verbrachte. Von dort wurde er im selben Jahr nach Treviso berufen, um in der Dominikanerkirche San Nicolò ein Gemälde für den Hauptaltar fertigzustellen, dass von dem venezianischen Maler Fra Marco Pensaben – einem Bellini-Epigonen – begonnen worden war.
Savoldos nächstes eindeutig datierbares Werk ist das monumentale Altarbild der Madonna in Glorie mit vier Heiligen, das er 1524–1525 für die Kirche San Domenico in Pesaro malte (heute: Pinacoteca di Brera, Mailand). Beim Vertragsabschluss mit den Dominikanern fungierte der Architekt Sebastiano Serlio als Zeuge, und Savoldo schuf auch eine nicht näher identifizierte Pietà für die Mönche.
Aus Savoldos Testament vom 17. Oktober 1526 geht hervor, dass er mit einer Maria aus Flandern verheiratet war, die aus einer früheren Verbindung eine Tochter Elisabetta in die Ehe brachte, welche wiederum zwei Töchter hatte.
Zu seinen Kunden der 1520er Jahre gehörten Francesco Giglio und Andrea Odoni (der auch Lorenzo Lotto protegierte), und ab November 1527 schuf er für den Adligen Gian Paolo Averoldi aus Brescia einen nicht eindeutig identifizierbaren Heiligen Hieronymus. Ebenfalls 1527 ließ Pietro di Gianruggero Contarini testamentarisch verfügen, dass seine (nicht mehr existierende) Kapelle in der venezianischen Kirche Santi Apostoli mit vier Gemälden von Savoldo über das Thema der Flucht nach Ägypten geschmückt werden solle. Zwar sind von dem Maler mehrere Versionen der Ruhe auf der Flucht erhalten, aber es ist nicht gesichert, welche davon für Contarini bestimmt war (evtl. ein Bild in der Collezione Castelbarco Albani, Mailand).

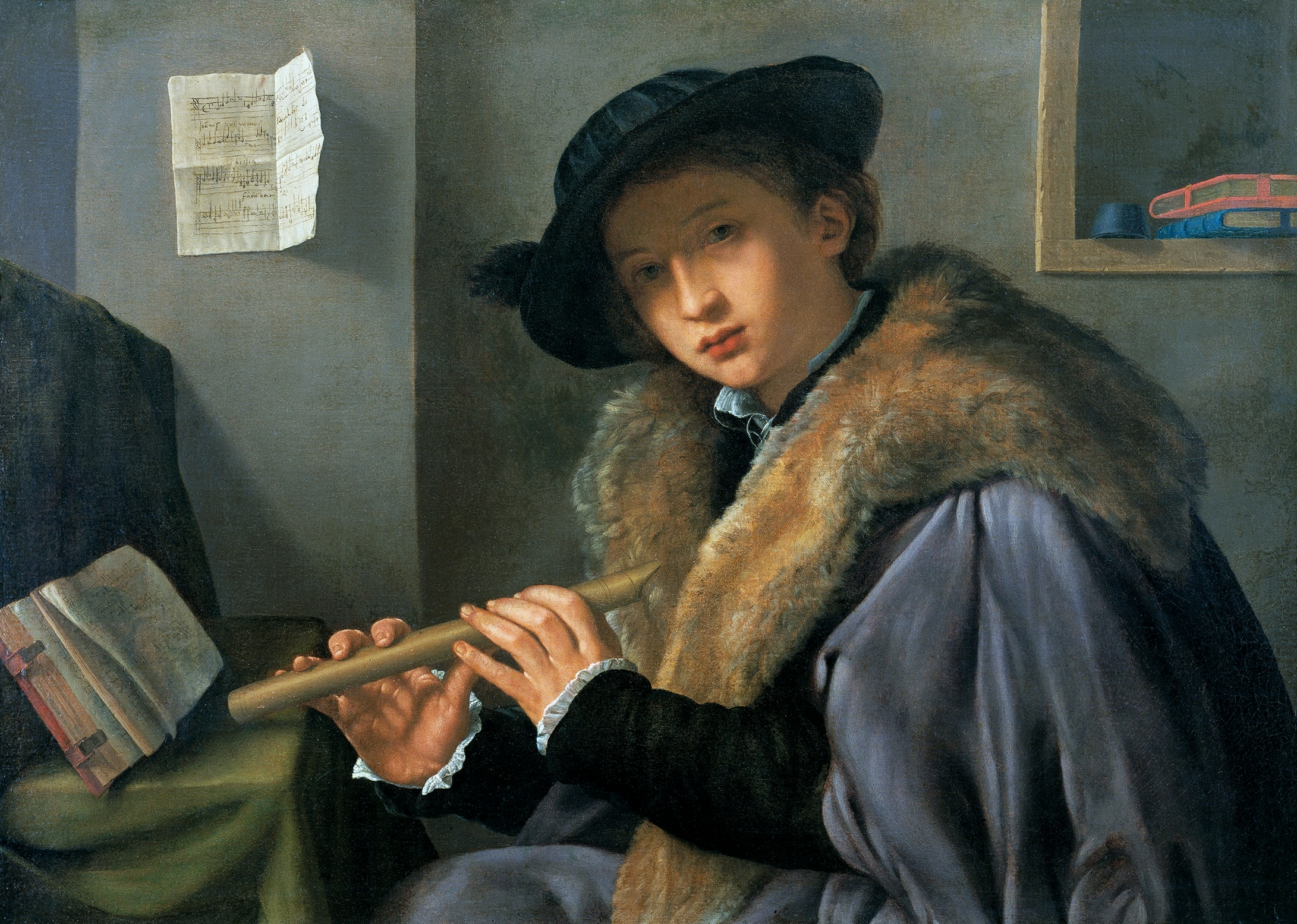
Junger Mann mit Flöte, um 1525, Pinacoteca Tosio Martinengo, Brescia

Zu den bekanntesten Werken Savoldos aus der Mitte der 1520er Jahre gehört sein Junger Mann mit Flöte (Pinacoteca Tosio Martinengo, Brescia). Auf diesem Bild spielt der Musiker ein Stück des Paduaner Komponisten Francesco Santacroce, dessen Text von Liebe und Tod („dialogo tra Amore e morte“) handelt. Savoldo malte noch einige andere Bilder von Flötisten: auf einem heute verlorenen Bild von 1529, das sich im 17. Jahrhundert in der Sammlung des Antonio Ruffo in Messina befand, spielte der Musiker ein Ave maris stella. Um 1540 entstand ein Hirte mit Flöte (Getty Museum, Los Angeles).
Savoldos berühmtes Bildnis eines Mannes in Rüstung im Louvre (Paris; Abb. ganz oben) wurde in der Vergangenheit entweder als Porträt des Gaston de Foix gedeutet oder als Selbstporträt; beides ist nicht erwiesen. Das Bild verrät einen deutlichen Einfluss von Giorgione und ist ein virtuoses illusionistisches Spiel mit Licht und Schatten: durch die im Bild dargestellten Spiegel ist der Mann (und diverse Objekte) aus verschiedenen Blickwinkeln, teilweise fast verzerrt, zu sehen, und hinzu kommen spiegelnde Effekte auf seiner Rüstung, wie sie auch manchmal gerne von Giorgione oder Tizian gemalt wurden. Das Gemälde kann als ein Plädoyer Savoldos für die Malerei in der damaligen Diskussion über den Primat von Bildhauerei oder Malerei verstanden werden (dem sogenannten „paragone delle arti“).
Den ersten bekannten öffentlichen Auftrag in Venedig erhielt er 1530, als er die Kapelle des Antonio Caresini in San Domenico di Castello dekorierte. Die dabei entstandene Verkündigung Mariä befindet sich heute in der Accademia von Venedig. Ein datiertes Werk dieser Phase ist die 1533 vollendete Madonna in Glorie mit vier Heiligen für die Familie Della Torre in der Kirche Santa Maria in Organo in Verona.
Ein anderes bekanntes Werk von Savoldo ist seine Verklärung Christi (oder Tranfiguration) in den Uffizien in Florenz; eine monumentalere Variante davon befindet sich heute in der Pinacoteca Ambrosiana in Mailand. Wahrscheinlich in den 1530er Jahren entstanden auch die vier berühmten Versionen der Maria Magdalena am Grabe Christi, darunter je eine in der National Gallery in London und im Getty Center in Los Angeles (siehe unten).

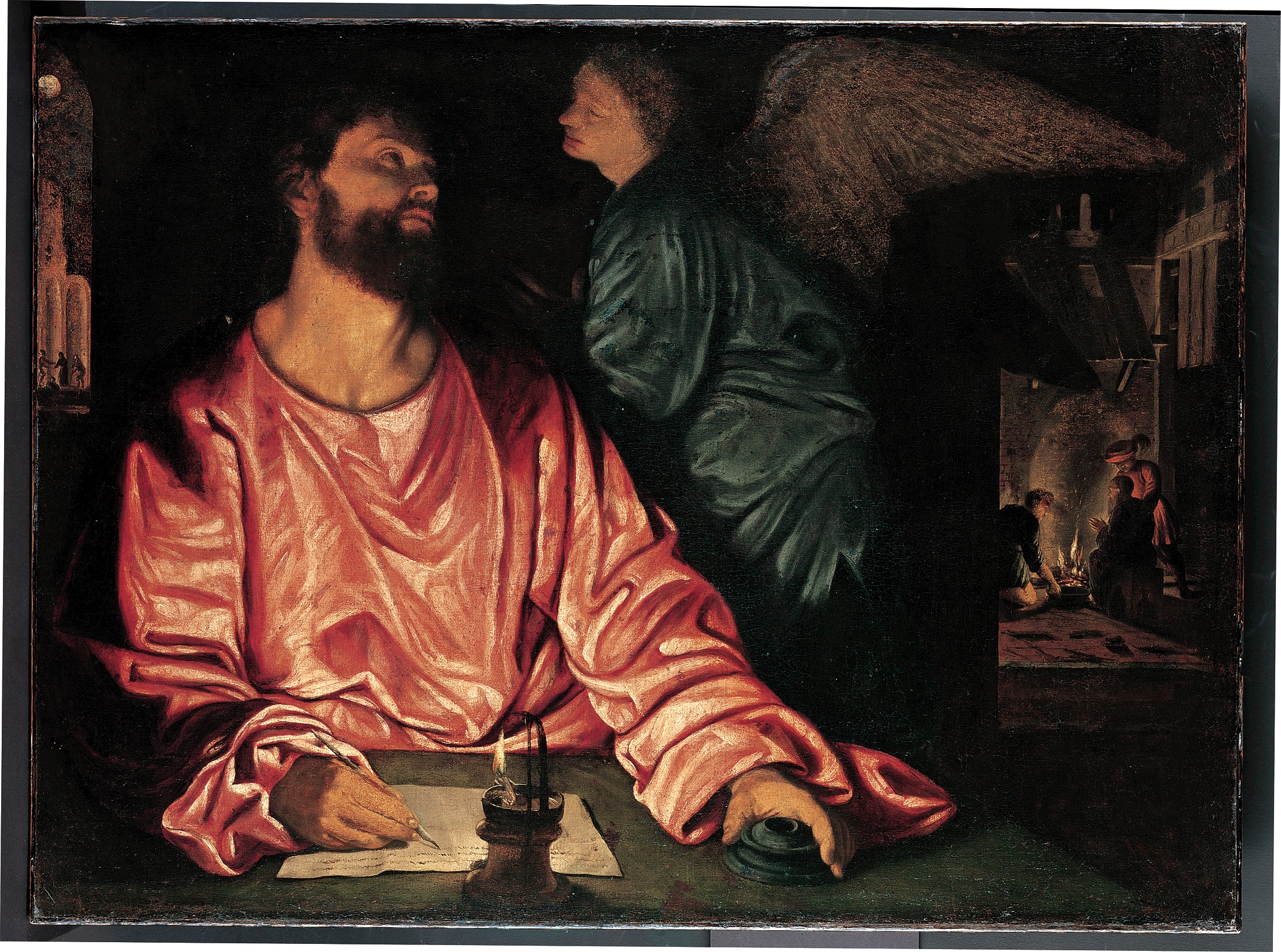
Der hl. Matthäus mit dem Engel, 1530, Metropolitan Museum, New York

Im Juni 1534 wurde Savoldo nach Mailand an den Hof des Francesco II. Sforza berufen. Während dieser Zeit entstanden vermutlich vier von Vasari (1568) erwähnte „sehr schöne Nacht- und Feuerstücke“ („quattro quadri di notte e di fuochi, molti belli“), die sich einst in der Zecca von Mailand befanden, aber nicht eindeutig identifiziert sind. Aber der Herzog starb bereits im November 1535 und man vermutet, dass Savoldo bald darauf nach Venedig zurückkehrte, wo er im Juni 1537 wieder nachzuweisen ist.
Die letzten Werke Savoldos, die sich chronologisch mit Sicherheit einordnen lassen, sind zwei Versionen der Anbetung der Hirten von 1540 für die venezianische Kirche San Giobbe (heute Museo Diocesano, Venedig) und für San Barnaba in Brescia (heute Pinacoteca Tosio Martinengo, Brescia).
Es ist nicht bekannt, wann Giovanni Girolamo Savoldo starb, doch wurde er zuletzt im Jahr 1548 dokumentarisch erwähnt.
Im selben Jahr bedauerte sein Schüler Paolo Pino in seinem Dialogo di pittura, dass Savoldo vom Schicksal ungerecht und stiefmütterlich behandelt („matrignati dalla sorte“) und von seinen Zeitgenossen nicht so geachtet wurde, wie er es verdient hätte („poco pregio del nome suo“). Ähnlich schrieb auch Pietro Aretino im Dezember 1548 in einem Brief an einen von Savoldos Schülern, dass er jenem für die Zukunft eine Bekanntheit wünsche, die seinen Verdiensten angemessener wäre.

## Würdigung
Giovanni Girolamo Savoldo wird zusammen mit Romanino und Moretto da Brescia zur veneto-lombardischen Schule des seinerzeit unter venezianischer Herrschaft stehenden Brescia gezählt. Sein Werk zeigt Einflüsse von den Venezianern Giovanni Bellini, Giorgione und Tizian, aber auch von deutscher (Dürer u. a.) und niederländischer Malerei. Dabei war er ein sehr eigenständiger Künstler, der großes Interesse für die Effekte des Chiaroscuro zeigte und zuweilen auch für Details des Materials. Seine Arbeiten weisen eine strenge Raumkonstruktion und kräftigen Realismus mit effektvollem Gebrauch des Lichtes – das Formen und Ausdruck unterstreicht – auf. Zwischen 1520 und 1530 entstanden – neben Sakralarbeiten – seine schönsten Porträt- und Genrebilder.
Savoldo blieb (ähnlich wie Tizian) auch in seinem Spätwerk unbeeinflusst vom Manierismus.
Wegen seines Hanges zu Nachtstücken und seinem Spiel mit Licht und Schatten wird Savoldo manchmal als Vorläufer von Caravaggio angesehen, dessen krasser, harter und zuweilen zum Hässlichen tendierender Naturalismus ihm jedoch fremd waren.

## Bildergalerie

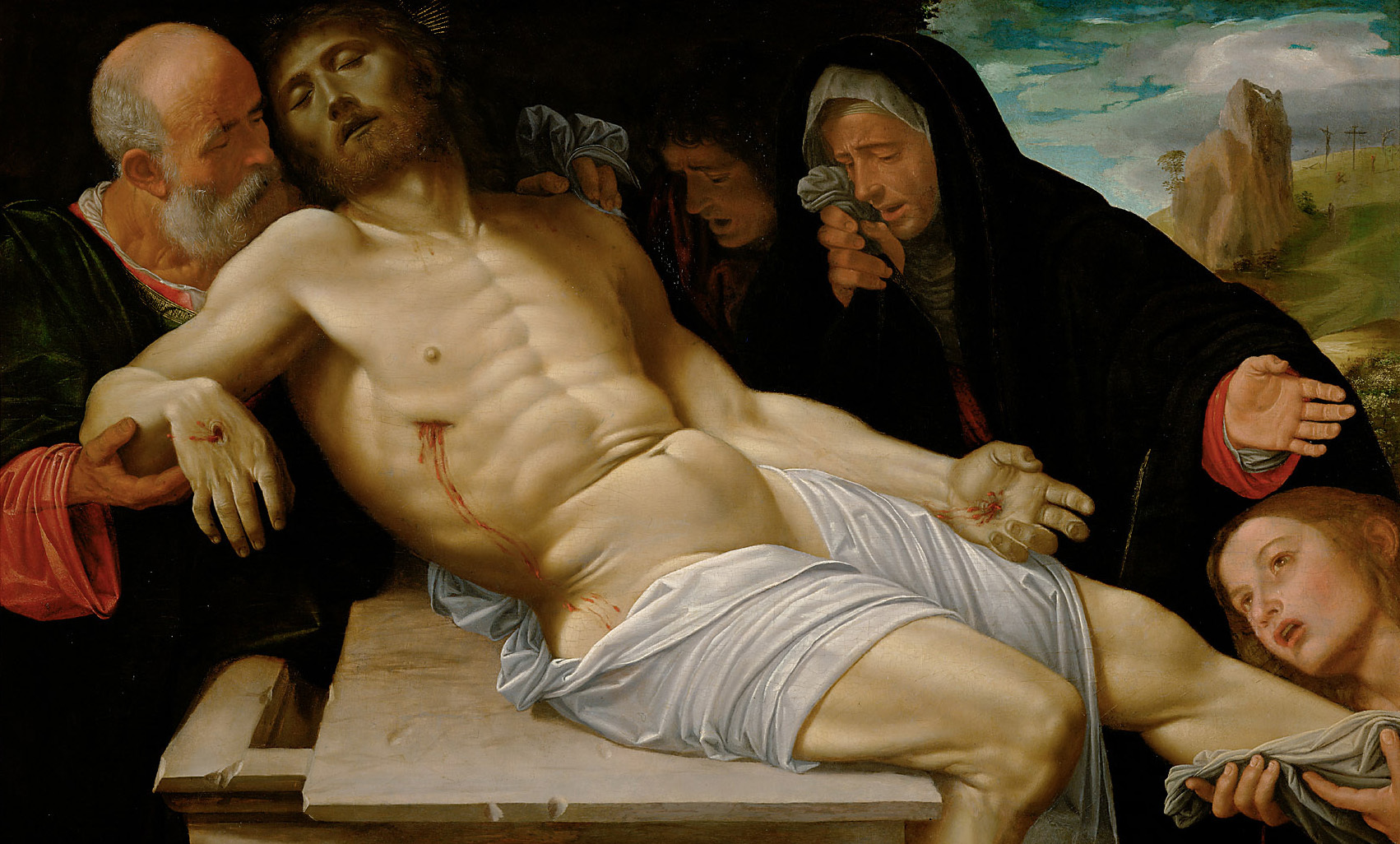
Beweinung Christi, ca. 1513–1520, Kunsthistorisches Museum, Wien
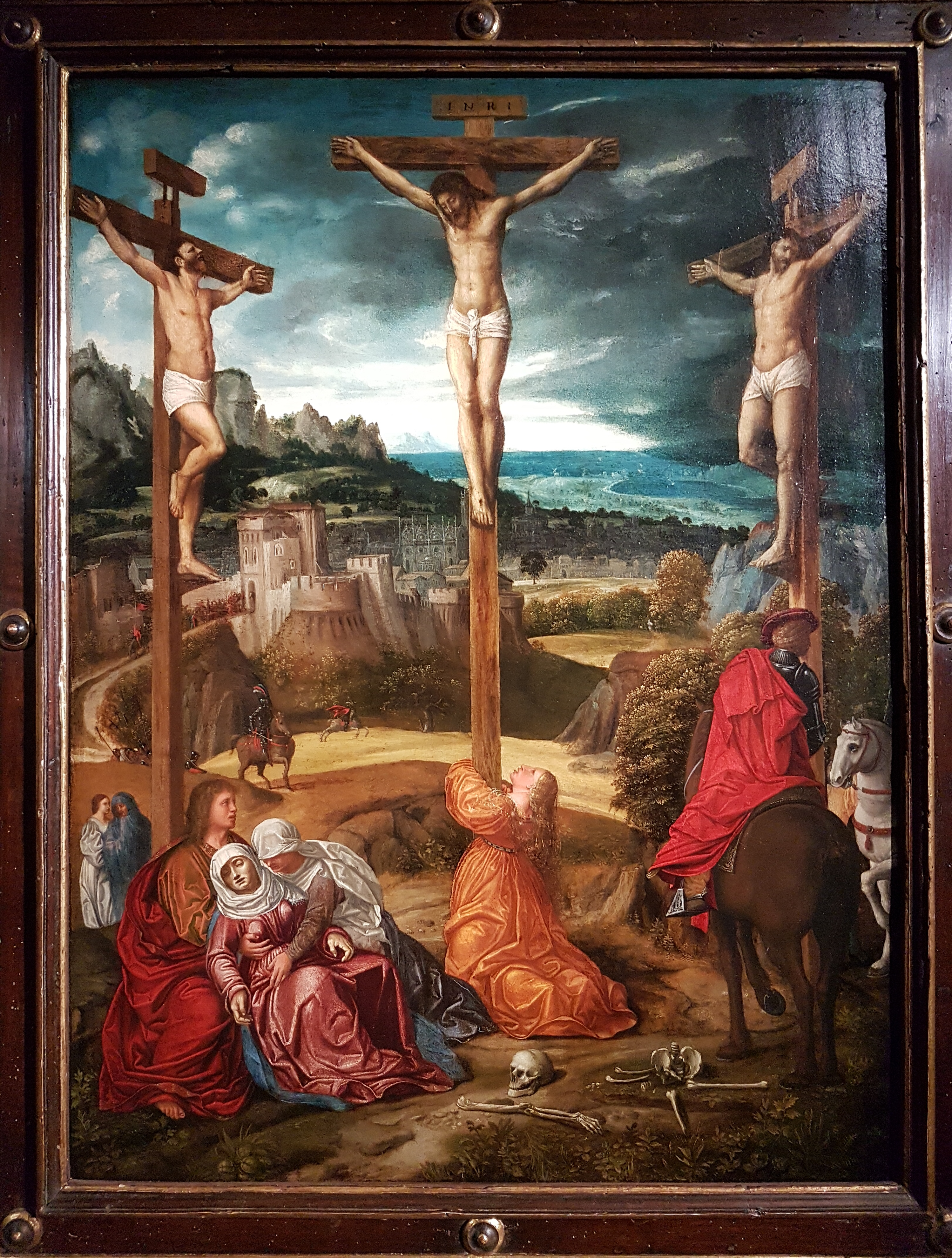
Kreuzigung, ca. 1515, Musée Jacquemart-André, paris
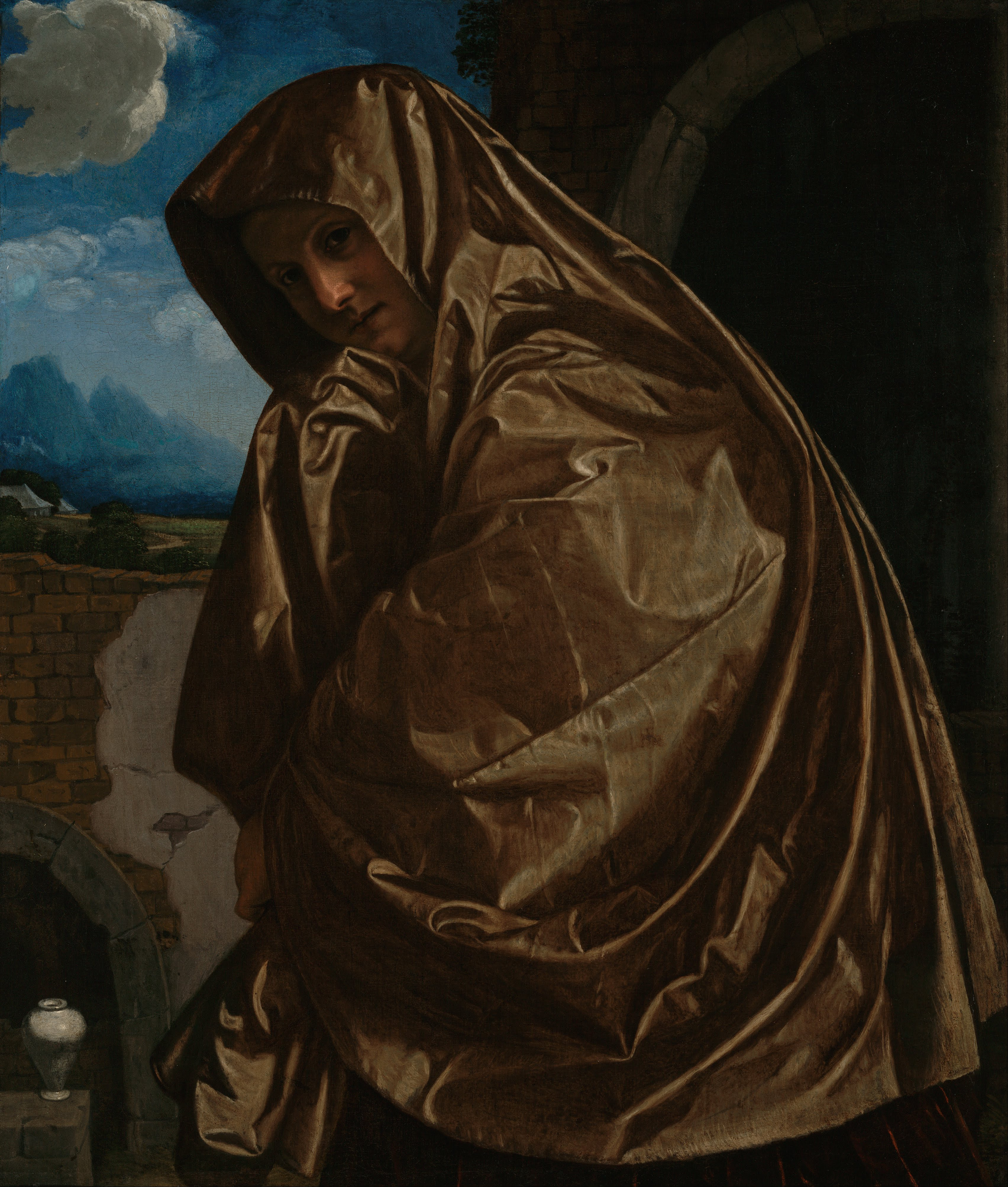
Maria Magdalena am Grabe, 1530er Jahre, Getty Center, Los Angeles
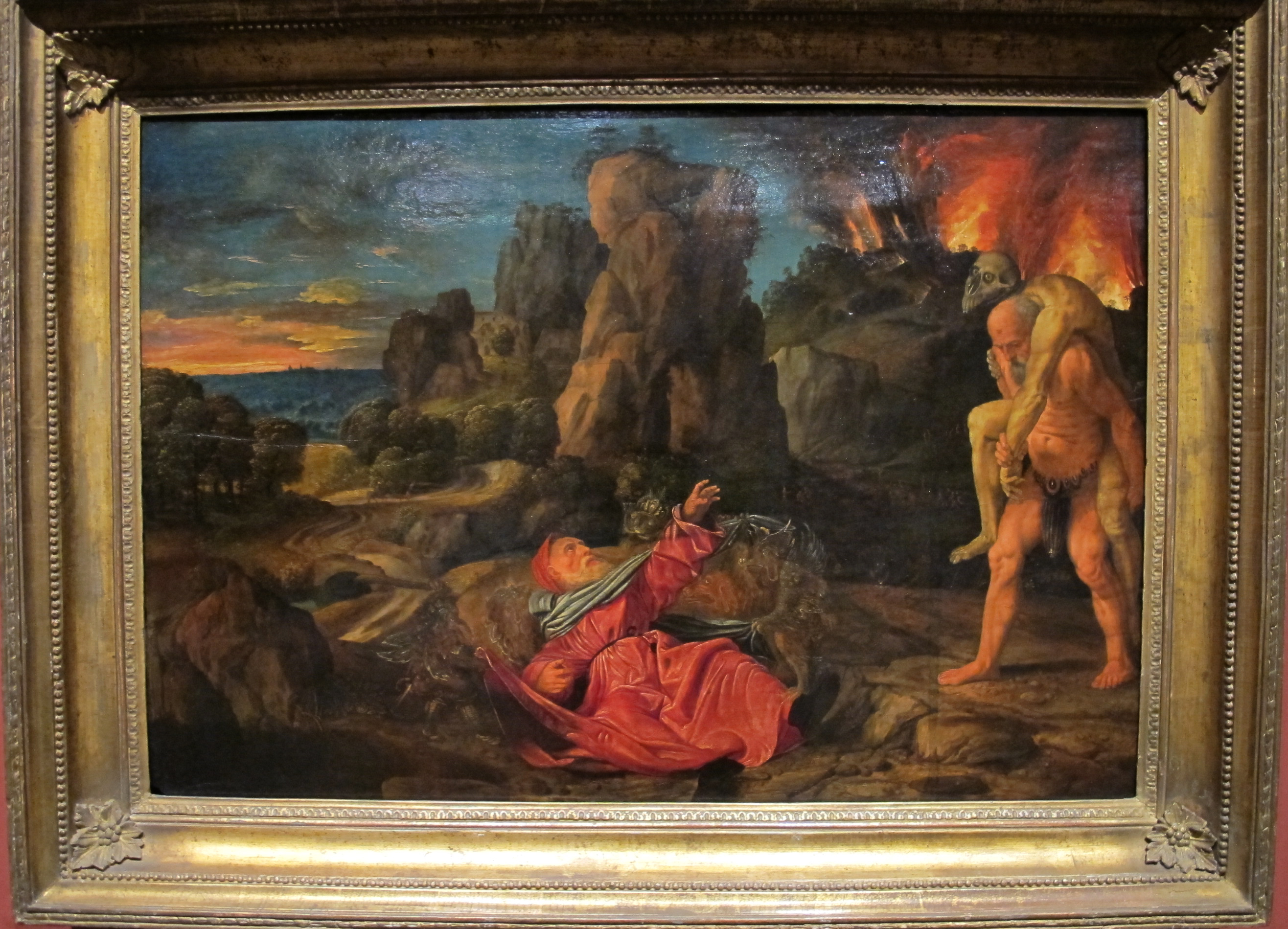
Versuchung des hl. Antonius, 1524 (?), Puschkin-Museum, Moskau
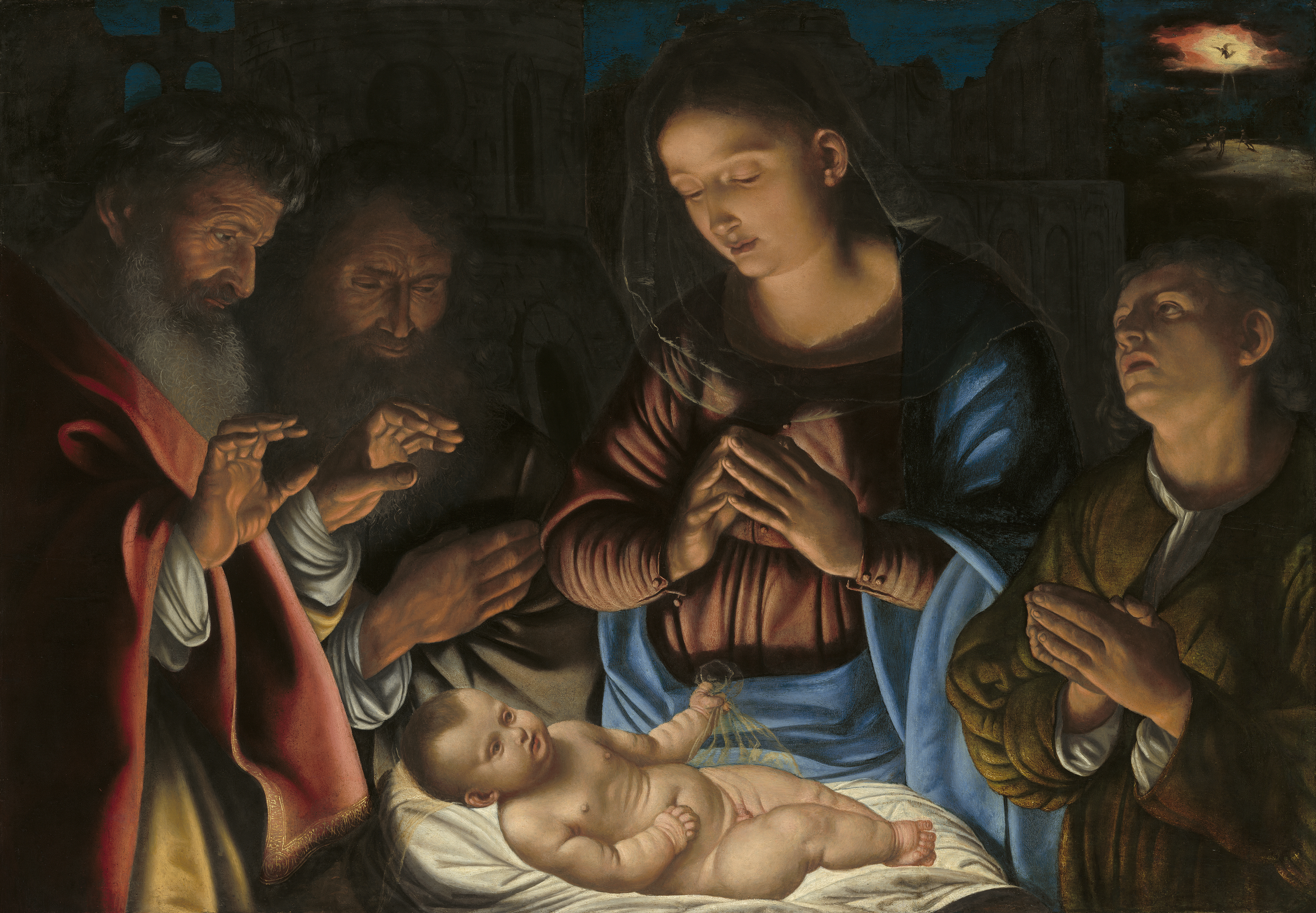
Anbetung der Hirten, 1530er Jahre (?), National Gallery of Art, Washington
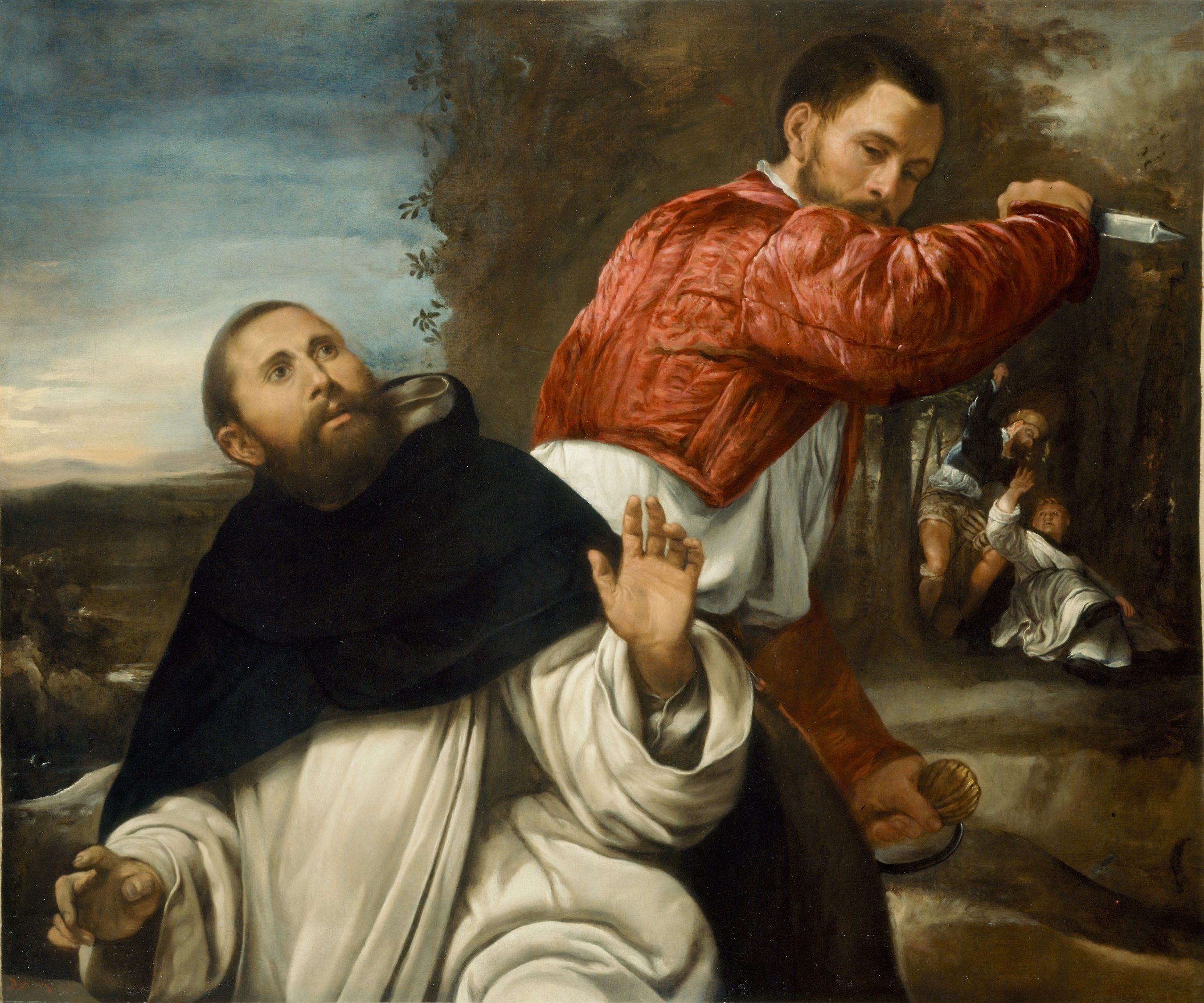
Der Tod des hl. Petrus Martyr, um 1530–1535, Art Institute of Chicago
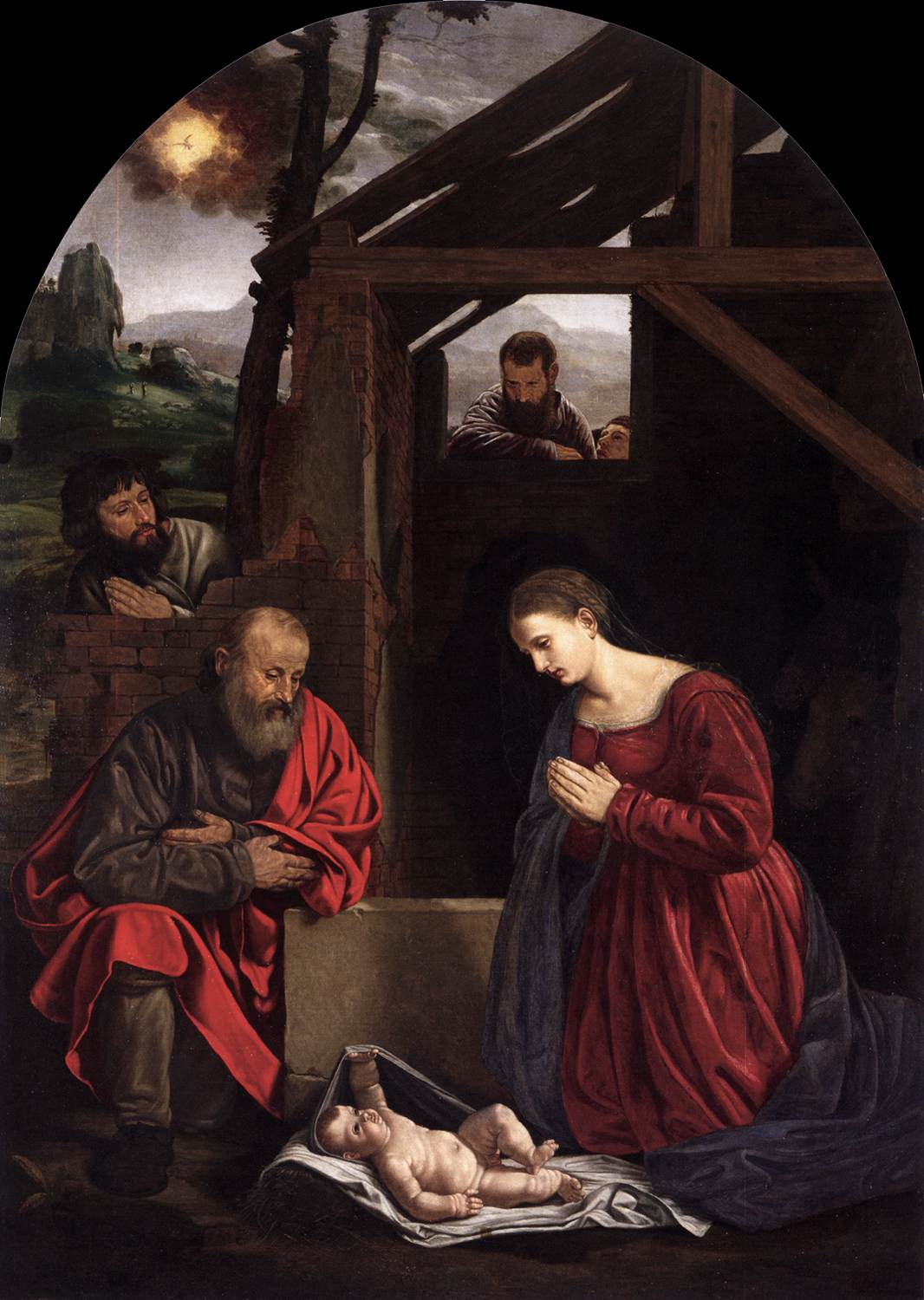
Anbetung der Hirten, 1540, San Giobbe, Venedig
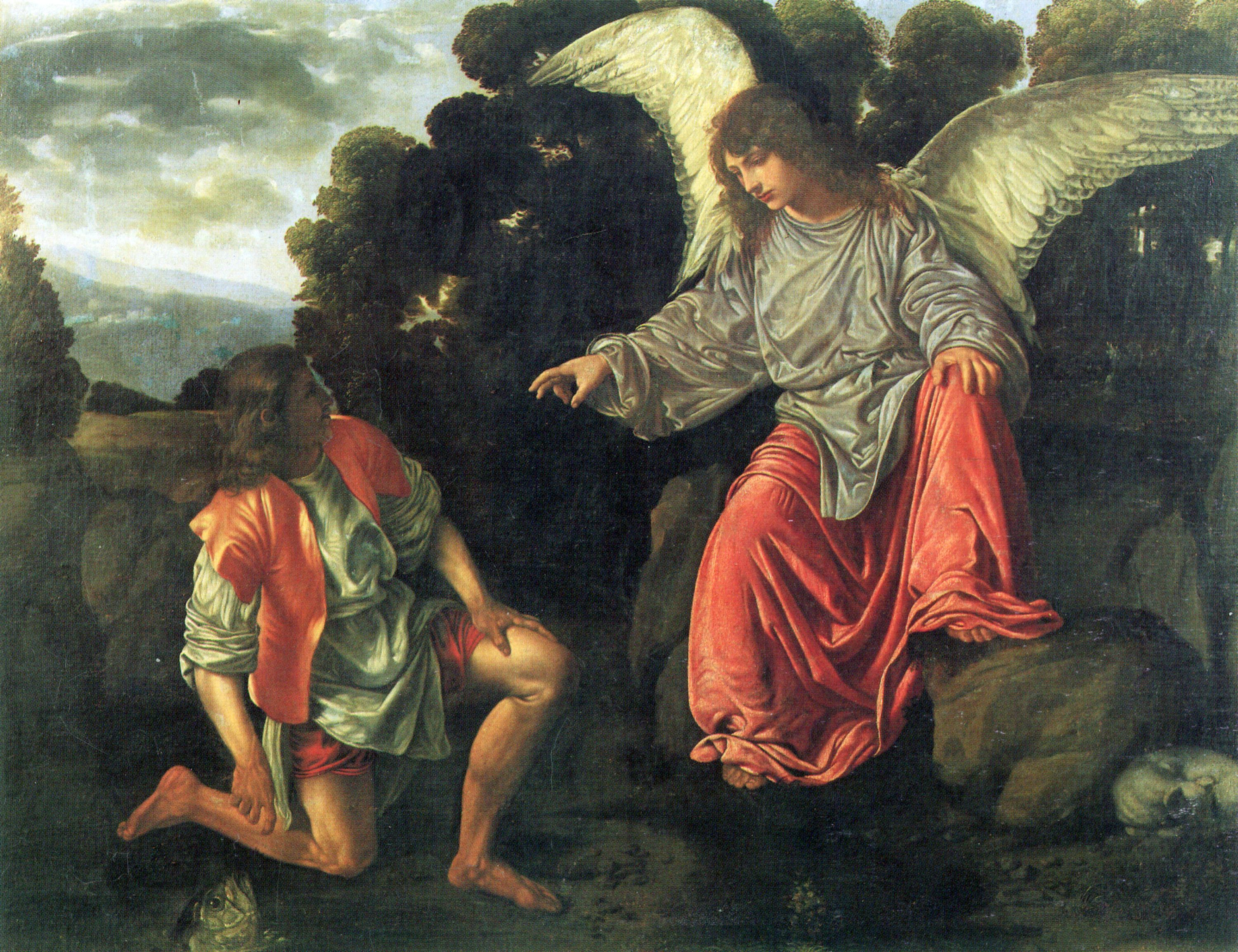
Tobias und der Erzengel Raphael, ca. 1542, Galleria Borghese, Rom

## Werke (Auswahl)
Die folgende Werkliste erhebt keinen Anspruch auf Vollständigkeit. Wenige Werke Savoldos sind datiert, die Reihenfolge folgt Francesco Frangis Vorstellungen einer chronologischen Einordnung.
- Beweinung Christi, Kunsthistorisches Museum, Wien
- Der Prophet Elias, National Gallery of Art, Washington
- Die hl. Paulus und Antonius d. Eremit, Accademia, Venedig
- Versuchungen des hl. Antonius, Timken Art Gallery, San Diego
- Vision des hl. Hieronymus, Puschkin-Museum, Moskau
- Tobias und der Engel, Galleria Borghese, Rom
- Anbetung der Hirten, Galleria Sabauda, Turin
- Bildnis eines Mannes in Rüstung (angeblich: Gaston de Foix oder Selbstporträt ?), Louvre, Paris
- Madonna in Glorie mit vier Heiligen, 1524–1525 (urspr. für San Domenico, Pesaro) Pinacoteca di Brera, Mailand
- Beweinung Christi mit einem Stifter, Museum of Art, Cleveland
- Anbetung des Kindes mit den Hl. Franziskus und Hieronymus, Galleria Sabauda, Turin
- Anbetung des Jesuskindes (Madonna mit Kind und Stiftern), Royal Collection
- Junger Mann mit Flöte, um 1525, Pinacoteca Tosio Martinengo, Brescia
- Porträt einer Dame (als hl. Margarete), Pinacoteca Capitolina, Rom
- Porträt eines Mannes als Hl. Georg, National Gallery of Art, Washington
- Hl. Hieronymus, National Gallery, London
- Ruhe auf der Flucht nach Ägypten, Collezione Castelbarco Albani, Mailand
- Verkündigung, Accademia, Venedig
- Die Hl. Dominikus und Antonio abate und die Hl. Vinzenz Ferrer und Veneranda, datiert 1530, Sammlung PKB Privatbank, Genf
- Martyrium des Hl. Petrus Martyr, Art Institute of Chicago
- Madonna in Glorie mit vier Heiligen, datiert 1533, Santa Maria in Organo, Verona
- Verklärung Christi (Transfiguration), Pinacoteca Ambrosiana, Mailand,
- Verklärung Christi (Transfiguration), Uffizien, Florenz
- Maria Magdalena am Grabe Christi, National Gallery, London
- Maria Magdalena am Grabe Christi, Getty Center, Los Angeles
- Die Venezianerin (heilige Maria Magdalena), Gemäldegalerie, Berlin
- Der hl. Matthaeus mit dem Engel, Metropolitan Museum of Art, New York
- Anbetung der Hirten, National Gallery of Art, Washington
- Hirte mit Flöte, Getty Museum, Los Angeles
- Anbetung der Hirten, 1540, (urspr. für San Giobbe, Venedig) Museo Diocesano, Venedig
- Anbetung der Hirten, 1540, (urspr. für San Barnaba, Brescia) Pinacoteca Tosio Martinengo, Brescia